# Fargo (Schiff)
Die Fargo, auch USS Fargo (Kennung: CL-106), war ein Leichter Kreuzer der gleichnamigen Klasse der United States Navy, der von 1945 bis 1950 in Dienst stand.

## Geschichte
Die Fargo wurde am 9. Dezember 1945 in Dienst gestellt. Sie war das Typschiff der Fargo-Klasse, die jedoch ziemlich klein blieb, da nur zwei Einheiten fertiggestellt wurden. Die restlichen Bauaufträge wurden storniert, da der Krieg bereits beendet war. Im Vergleich zur Cleveland-Klasse gab es folgende Änderung: Ein einzelner, dafür dickerer Schornstein, die zusammengedrängten Aufbauten, veränderte Positionen der beiden Feuerleitgeräte Mk 34 und Mk 37 sowie, aus Gründen der besseren Stabilität, die Aufstellung der 12,7-cm-Doppeltürme ein Deck tiefer. Die beiden Flugzeugkatapulte auf dem Achterdeck wurden 1948 ausgebaut, um Platz für eine Hubschrauberlandefläche zu schaffen. Außerdem befand sich das SR-3-Radar auf dem vorderen Mast, das SP auf dem achteren.
Die Fargo führte bis zu 2.100 t Heizöl als Brennstoffvorrat mit. Damit war sie in der Lage, bis zu 11.000 sm bei einer Geschwindigkeit von 15 kn zurückzulegen.

### Einsätze
Ab dem 15. April 1946 fand die Goodwill-Fahrt nach Bermuda, Trinidad, Brasilien und Uruguay statt. Im Anschluss daran fuhr die Fargo am 31. Mai 1946 ins Mittelmeer. Am 20. Mai 1947 begann sie eine weitere Fahrt ins Mittelmeer, wo sie einen Monat lang das Flaggschiff der COMNAVFORMED war. Am 13. September 1947 kehrte sie dann an die Ostküste zurück. Bis zur Außerdienststellung am 14. Februar 1950 nahm die Fargo noch an einem Manöver im Atlantik als Flaggschiff der „2nd Task Fleet“ und an zwei weiteren Einsatzfahrten im Mittelmeer teil.